# Alfredo Mostarda
Alfredo Mostarda Filho (São Paulo, 18 de outubro de 1946 – 28 de março de 2025), mais conhecido como Alfredo Mostarda, foi um ex-futebolista brasileiro que atuava como zagueiro.
Seu momento de maior destaque aconteceu no Palmeiras, na década de 1970, quando fez parte da Academia, conquistou vários títulos e chegou à Seleção Brasileira na Copa do Mundo de 1974.

## Biografia
Morador da Penha, na Zona Leste de São Paulo, Alfredo fez curso de torneiro mecânico no SENAI e trabalhava nas Indústrias Matarazzo ao mesmo tempo em que jogava em times amadores do bairro, entre eles, o Rio Branco, que realizou um amistoso com a equipe juvenil do Palmeiras e despertou o interesse de Mario Travaglini, técnico da base alviverde, que o levou para o Verdão.
Campeão juvenil, o zagueiro estreou pela equipe profissional do Palmeiras em um amistoso em setembro de 1966, aos 19 anos de idade. Logo foi emprestado para Cruzeiro (RS) (1967) e Marcílio Dias (1968) para adquirir experiência.
De volta ao Verdão, ainda aspirante, foi campeão do Torneio Início do Campeonato Paulista de 1969 atuando como volante, sendo titular nos seis jogos da campanha.
Novamente foi emprestado, desta vez ao Nacional-AM, clube pelo qual foi campeão amazonense naquele mesmo ano de 1969.
Retornou no início de 1971, estreando no time em 31 de janeiro de 1971, em jogo amistoso com o América de Rio Preto (0x0). Posteriormente, foi reserva de Nélson na zaga e jogou o restante do ano pelo América-SP.
Alfredo é o jogador palmeirense que mais jogos demorou para sofrer sua primeira derrota, somando 43 partidas de invencibilidade desde a estreia (11 partidas disputadas entre 1966 e 1971 e os primeiros 32 jogos de 1972).
Ganhou lugar no time no início da temporada de 1972 após a contusão do então titular Polaco. Naquele mesmo ano, além de ajudar na conquista do Campeonato Paulista após cinco anos de fila do clube, o camisa 4 foi decisivo na conquista do Campeonato Brasileiro. Foi titular absoluto de 1972 a 1975, sendo três anos e meio formando dupla com Luís Pereira e seis meses atuando ao lado do português Arouca.
Em 1973, ganhou a Bola de Prata da Revista Placar.
Em 1974, estreou pela Seleção Brasileira em um amistoso contra o México, no Maracanã, e no mesmo ano disputou a Copa do Mundo de 1974, onde era reserva e esteve em campo apenas na disputa de 3º lugar contra a Polônia.
No retorno da Alemanha, foi campeão do Troféu Ramón de Carranza, na Espanha, e campeão paulista em 1974.
Seguiu prestigiado até meados de 1975, quando com a chegada do técnico Dino Sani perdeu espaço, e disputou apenas dois amistosos em janeiro de 1976 antes de ser emprestado ao Coritiba.
Depois de pouco tempo na capital paranaense, Dino Sani chegou ao clube e Alfredo se desentendeu com a diretoria, ficando meses sem entrar em campo até ser emprestado para o Santos, em 1977. Pelo Peixe, Alfredo foi o capitão santista no jogo de despedida do Pelé do Cosmos. Ao todo, disputou 45 partidas e marcou 1 gol pelo Santos.
Retornou ao Palmeiras em 1978 e foi peça-chave na campanha do vice-campeonato brasileiro.
Sua despedida do Palmeiras foi em 24 de fevereiro de 1979 pelo Paulistão na derrota para o Botafogo de Ribeirão Preto (0x1). No Palmeiras, Alfredo jogou 312 partidas e marcou 5 gols. Ele é quinto zagueiro com mais jogos com a camisa do Palmeiras. Alfredo Mostarda fez parte do time que nunca perdeu. Foram 18 jogos do Palmeiras com a escalação mais marcante de sua história: Leão, Eurico, Luís Pereira, Alfredo Mostarda e Zeca; Dudu e Ademir da Guia; Edu Bala, Leivinha, César Maluco e Nei.
Em 1980, chegou ao Taubaté para a disputa do Campeonato Paulista, onde participou de 37 jogos e marcou 2 gols. Disputou também o Campeonato Paulista de 1981 e nesse mesmo ano chegou a dirigir a equipe em jogos amistosos, após a saída do técnico Pedro Rocha. Em 1982, permaneceu em Taubaté, no inicio como treinador em jogos amistosos, voltando a zaga e, apesar de participar do jogo de despedida diante do Palmeiras, se arrependeu e voltou a vestir a camisa de número 3 do Taubaté. Pelo clube, ao todo foram 96 jogos, marcou 10 gols e dirigiu a equipe em 9 oportunidades.
Em 1984, jogou apenas um mês no Jorge Wilstermann, da Bolívia, antes de encerrar a carreira.
Nos anos 1980, integrou a Seleção Brasileira de Masters em jogos amistosos e na Copa Pelé e Copa Zico. Sendo jogador nas primeiras edições e treinador em algumas oportunidades, substituindo Luciano do Valle.
Em 28 de março de 2025, o Palmeiras anunciou a morte de Alfredo em suas redes sociais, aos 78 anos.

## Títulos
Nacional-AM
- Campeonato Amazonense: 1969

Palmeiras
- Campeonato Brasileiro: 1972 e 1973
- Campeonato Paulista: 1972 e 1974
- Troféu Ramón de Carranza: 1974 e 1975
- Torneio Laudo Natel: 1972
- Torneio de Mar Del Plata: 1972

Coritiba
- Campeonato Paranaense: 1976

Individual
- Bola de Prata: 1973